# نولینسک
شهر نولینسک (به روسی: Нолинск) در کشور روسیه و در اوبلاست کیروف واقع شده‌است.